# Russ Savakus
Russell „Russ“ Savakus (* 13. Mai 1925 in Reading (Pennsylvania); † 1984) war ein US-amerikanischer Jazz- und Studiomusiker (Kontrabass, E-Bass).

## Leben und Wirken
Savakus zog mit seiner Frau Arlene in den frühen 1950er-Jahren nach New York und spielte zunächst bei Les Elgart; 1957 nahm er mit Chet Baker auf (Embraceable You, Pacific Jazz). In den 1960er-Jahren arbeitete er vorwiegend als Sessionmusiker und wirkte bei Aufnahmen von Rock-, Folk- und Jazzmusikern mit wie Joan Baez (Farewell, Angelina), Kai Winding (The In Instrumentals),  Bob Dylan („Like a Rolling Stone“ auf der LP Highway 61 Revisited), Ian and Sylvia (Early Morning Rain, 1965), Buffy Sainte-Marie (Many a Mile, 1965), Doc Watson (Southbound, 1966), Van Morrison (Brown Eyed Girl, 1967), Louis Armstrong (1967), John Denver (Rhymes & Reasons, 1969) und Don McLean (Don McLean (1972) und Playin’ Favorites, 1973) In den 1970er-Jahren spielte er noch mit Teo Macero, Eumir Deodato (Whirlwinds, 1974) und Joe Derise (I’ll Remember Suzanne, 1979). Im Bereich des Jazz war er zwischen 1953 und 1979 an 15 Aufnahmesessions beteiligt.